# Lista över länder efter litiumproduktion
Detta är en lista över länder efter litiumproduktion (2014).
| Pos | Land       | Litiumproduktion (ton) |
| --- | ---------- | ---------------------- |
| —   | Världen    | 36000                  |
| 1   | Australien | 13000                  |
| 2   | Chile      | 12900                  |
| 3   | Kina       | 5000                   |
| 4   | Argentina  | 2900                   |
| 5   | Zimbabwe   | 1000                   |
| 6   | Portugal   | 570                    |
| 7   | Brasilien  | 400                    |